# Bisetocreagris silvicola
Bisetocreagris silvicola är en spindeldjursart som först beskrevs av Beier 1979.  Bisetocreagris silvicola ingår i släktet Bisetocreagris och familjen helplåtklokrypare. Inga underarter finns listade.